# Aa (Utrecht)
Pour les articles homonymes, voir Aa.
L'Aa est une petite rivière néerlandaise de la province d'Utrecht. Elle coule à l'ouest du Canal d'Amsterdam au Rhin et traverse entre autres le village de Nieuwer Ter Aa, dont le nom vient de la rivière.

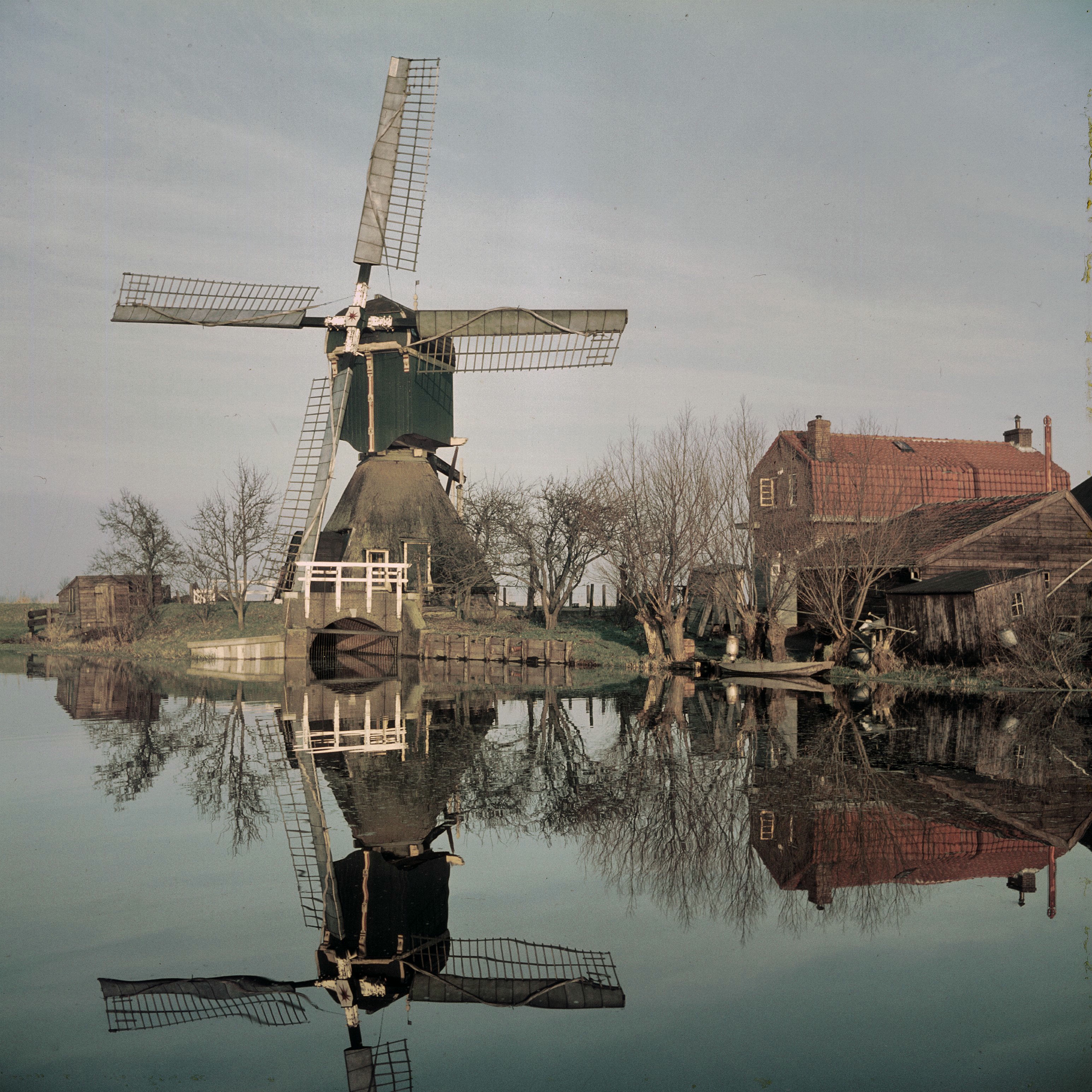
Moulin à vent sur l'Aa à Oukoper Molen.

Au sud de Loenersloot, l'Aa rejoint l'Angstel.